# Ambasadorowie Elektoratu Brandenburgii i Królestwa Prus
Ambasadorzy Elektoratu Brandenburgii i Królestwa Prus.
Powstanie Królestwa Prus w 1701 roku spowodowało znaczne ożywienie dyplomacji pruskiej w Europie. Prusy rozpoczęły wówczas drogę do mocarstwowości. Wraz z nadejściem wieku XVIII władcy z dynastii brandenburskiej Hohenzollernów odeszli od zasady sojuszu z Francją i zbliżyli się do Anglii.

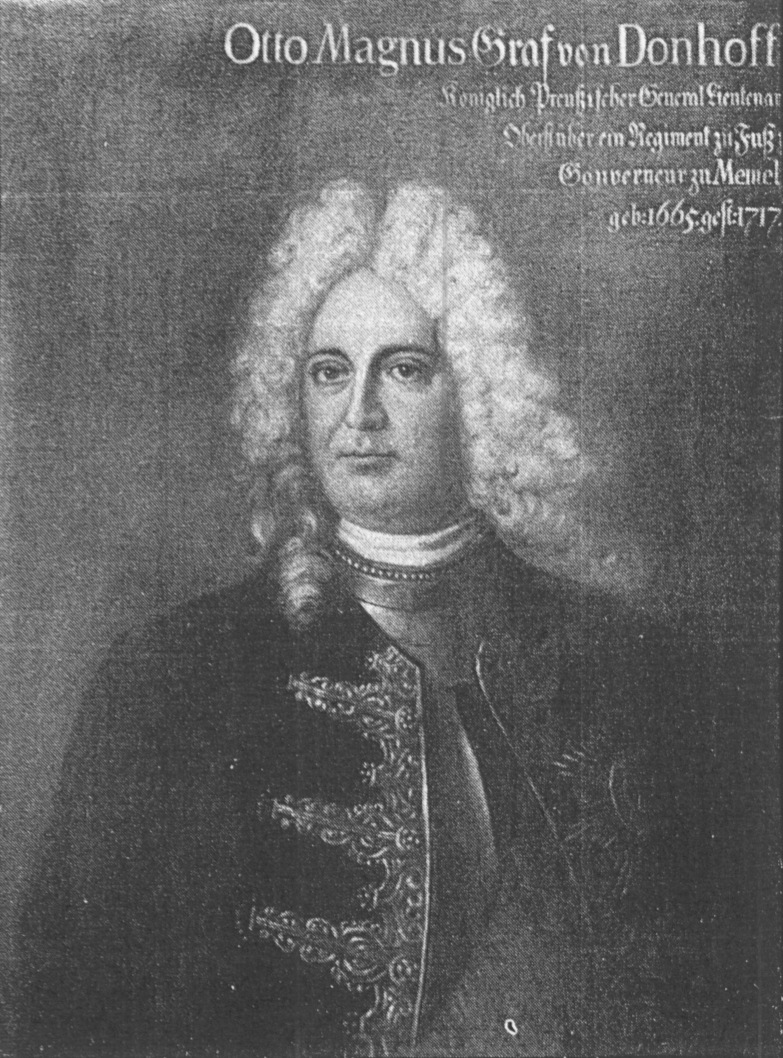
Otto Magnus von Dönhoff
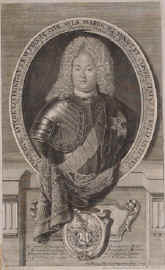
Marquard Ludwig von Printzen
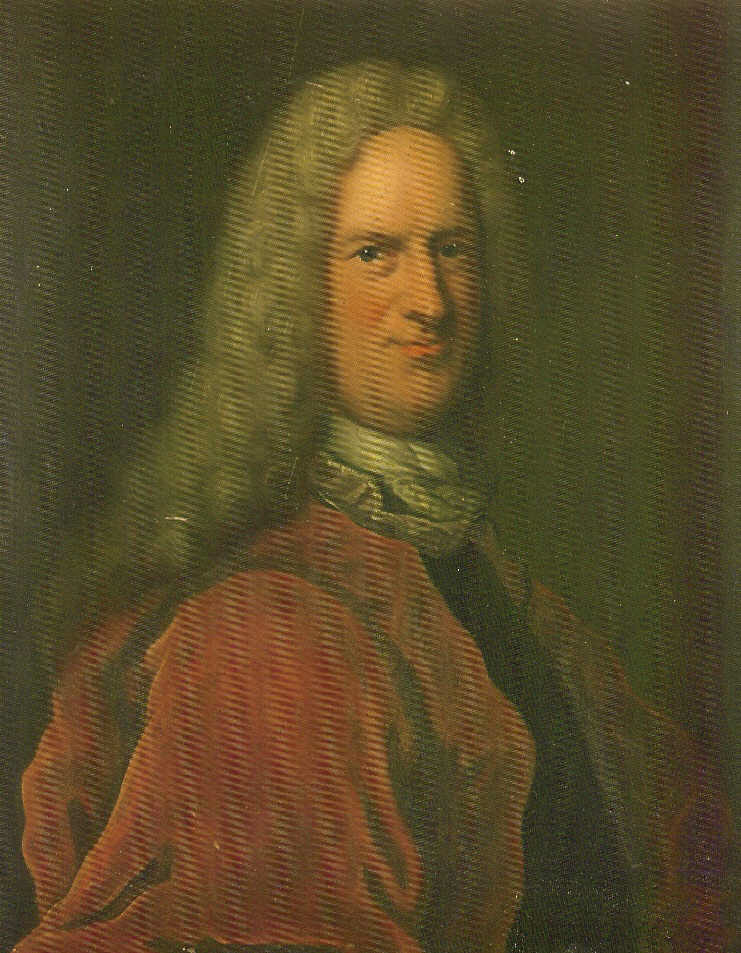
Johann Friedrich von Alvensleben
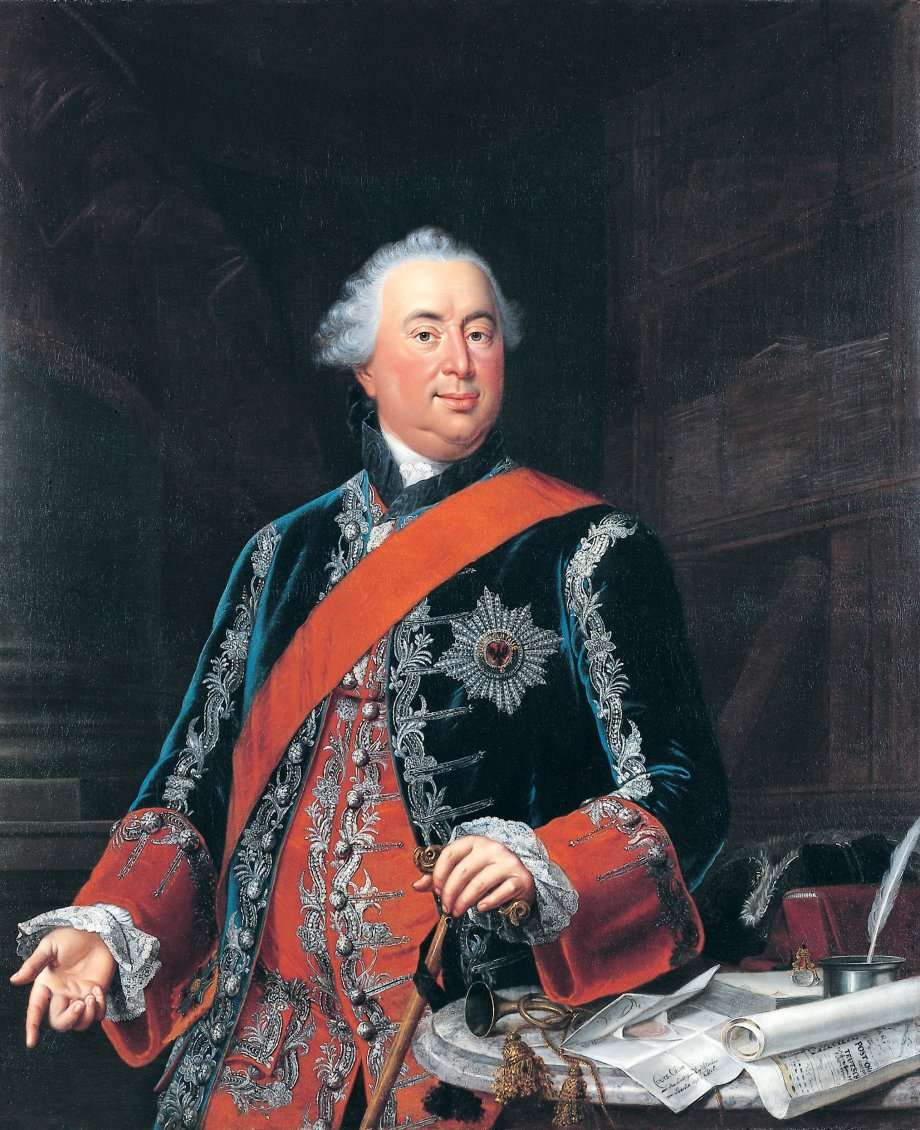
Gustav Adolf von Gotter w roku 1752
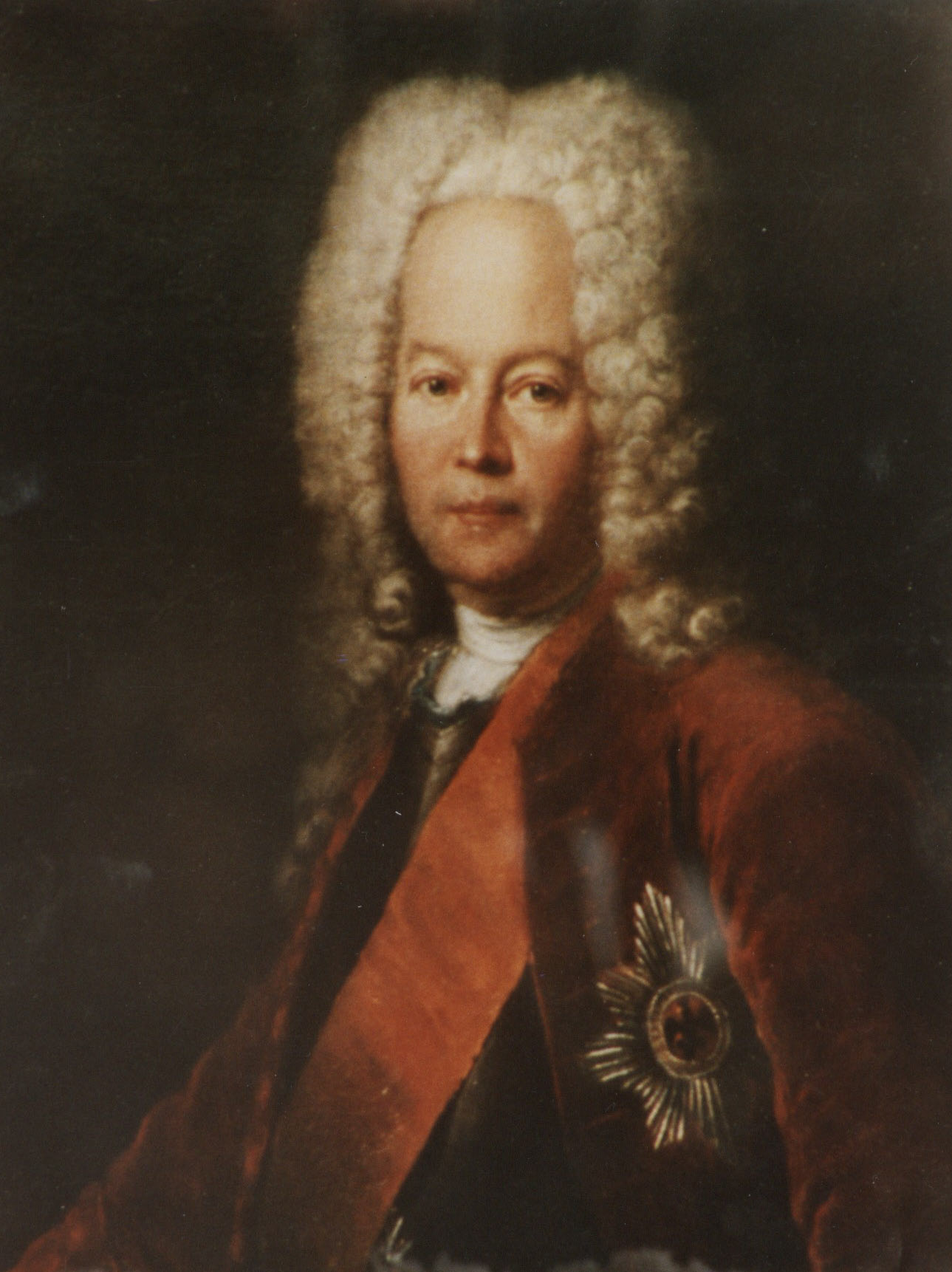
Johann August Marschall von Bieberstein, Londyn 1711-1712
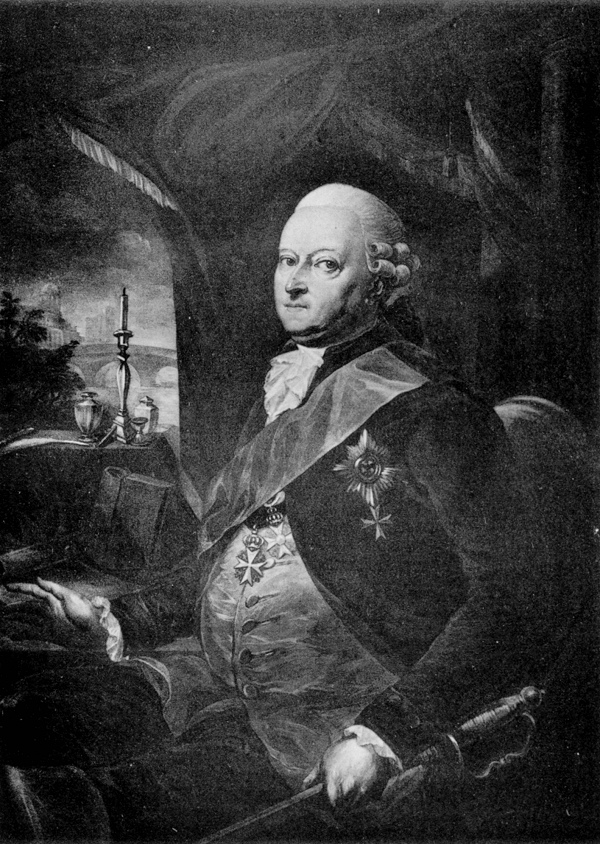
Karl Wilhelm Finck von Finckenstein, Londyn 1742-1744
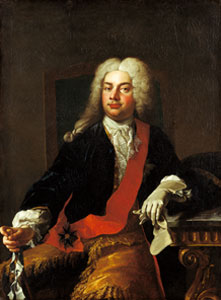
Gustav Adolf von Gotter
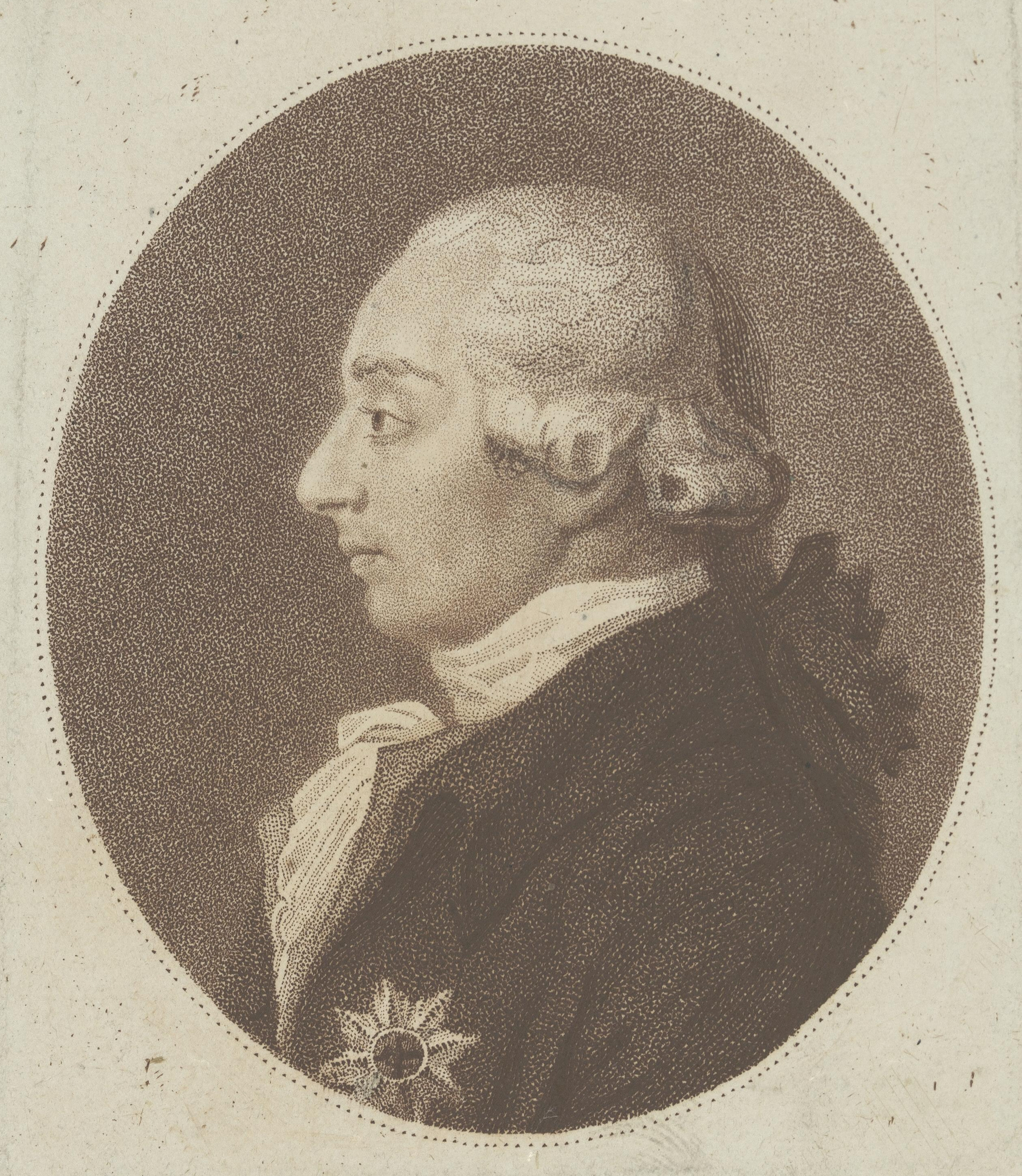
Girolamo Lucchesini
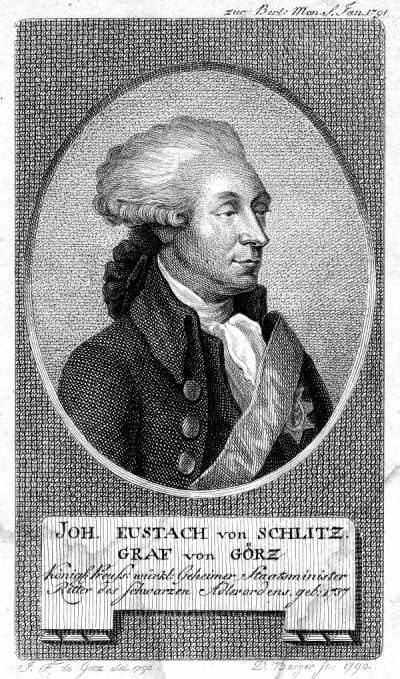
Johann Eustach von Görtz w roku 1790
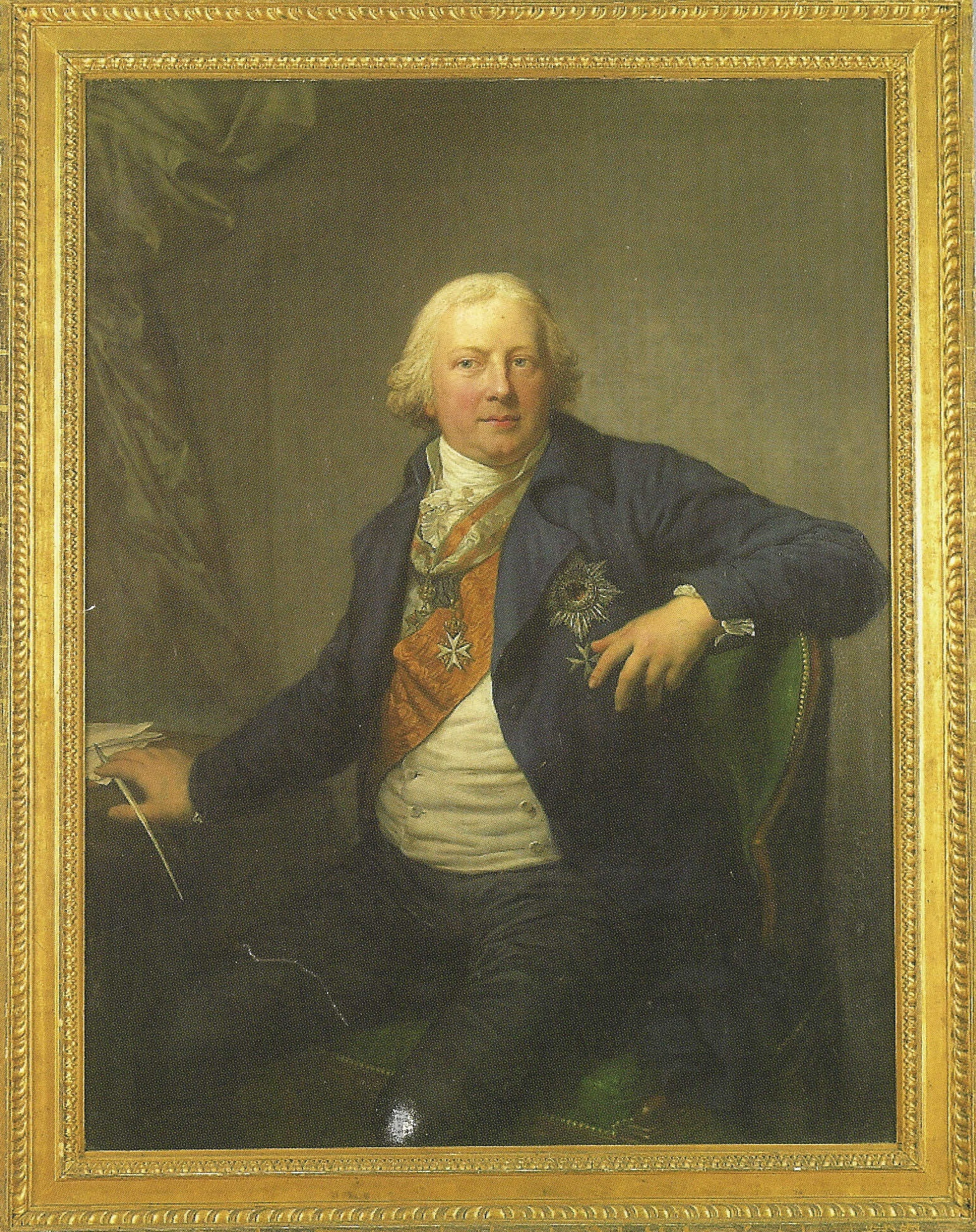
Philipp Karl von Alvensleben
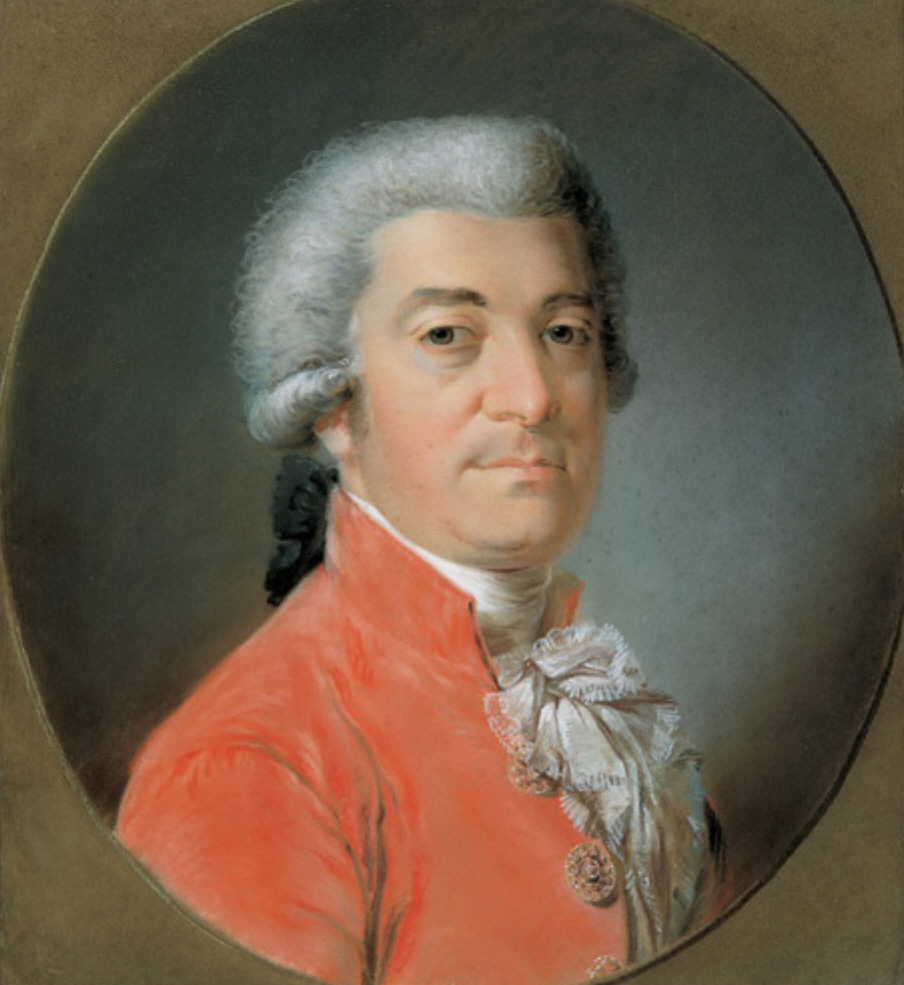
Heinrich Friedrich von Diez, Stambuł 1784-1791
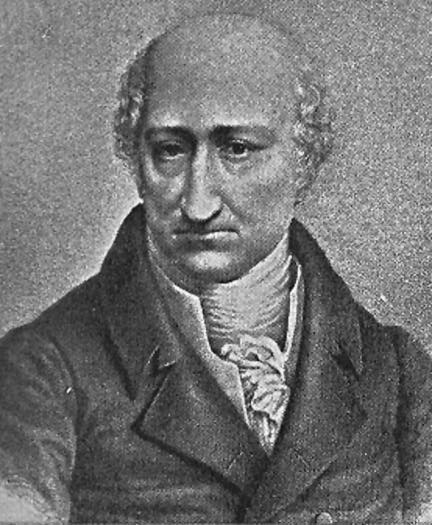
Heinrich Friedrich Karl vom Stein

## Badenia
- 1787: Nawiązanie stosunków dyplomatycznych
- 1815–1819 Karl August Varnhagen von Ense (1785–1858)
- 1819–1823 Johann Emanuel von Küster (1764–1833)
- 1823–1842 Friedrich von Otterstedt (1769–1850)
- 1842–1848 Joseph von Radowitz (1797–1853)
- 1848–1850 Siegmund von Arnim (1813–1890)
- 1850–1859 Karl Friedrich von Savigny (1814–1875)
- 1859–1884 Albert von Flemming (1813–1884)
- 1884–1914 Karl von Eisendecher (1841–1934)
- 1914–1918 nieobsadzona
- 1918 Zniesienie przedstawicielstwa[1]

## Bawaria
- 1704 baron Thomas Christian Berlepsch[2]
- 1740–1746 Joachim Wilhelm von Klinggräff
- 1778 Johann Eustach von Görtz
- 1799–1801 Friedrich August Thomas von Heymann
- 1814–1817 Johann Emanuel von Küster
- 1817–1824 Wilhelm von Zastrow
- 1824–1833 Johann Emanuel von Küster
- 1833–1842 August Heinrich Hermann von Dönhoff
- 1843–1845 Ludwig Rüdt von Collenberg-Bödigheim
- 1845–1848 Albrecht von Bernstorff
- 1848–1858 Heinrich Friedrich Philipp von Bockelberg
- 1858 Theodor Franz Christian von Seckendorff
- 1859–1862 Wilhelm Paul Ludwig zu Löwenstein-Wertheim-Freudenberg
- 1862–1863 Wilhelm von Perponcher-Sedlnitzky
- 1864–1867 Heinrich VII. Reuß zu Köstritz
- 1867–1888 Georg von Werthern
- 1888–1891 Kuno zu Rantzau
- 1891–1894 Philipp zu Eulenburg
- 1894–1895 Max von Thielmann
- 1895–1902 Anton Graf von Monts
- 1902–1907 Friedrich Pourtalès
- 1907–1911 Karl Eberhard Friedrich von Schlözer
- 1912–1917 Karl Georg von Treutler
- 1917–1921 Julius von Zech-Burkersroda
- 1923–1931 Edgar Haniel von Haimhausen

## Dania
- 1699–1706 Adam Otto von Viereck
- 1709–1717 Friedrich Ernst von Inn und Knyphausen
- 1728 Heinrich von Podewils
- 1748–1752 Friedrich Christian Hieronymus von Voß
- 1772–1774 Joachim Erdmann von Arnim
- 1777–1782 August Wilhelm von Bismarck
- 1814–1826 Wilhelm Heinrich Maximilian zu Dohna-Schlobitten
- 1826–1830 Charles-Gustave de Meuron
- 1830–1842 Atanazy Raczyński
- 1842–1847 August Ludwig Schoultz von Ascheraden
- 1847–1850 placówka nieobsadzona
- 1850–1854 Karl von Werther
- 1854–1859 Alphonse von Oriola
- 1859–1864 Hermann Ludwig von Balan
- 1864–1878 Tassilo von Heydebrand und der Lasa
- od 1867 przekształcenie placówki w przedstawicielstwo Związku Północnoniemieckiego, od 1871 Rzeszy Niemieckiej

## Francja
- 1648 Formalne nawiązanie stosunków dyplomatycznych
- 1626-1649 Abraham de Wicquefort
- 1658 Christoph von Brandt (rezydent)
- 1714–1715 Friedrich Ernst von Inn und Knyphausen
- 1716-1717 Adam Otto von Viereck
- 1717–1719 Friedrich Ernst von Inn und Knyphausen (ponownie)
- 1721-1751 Jean de Chambrier
- 1751 Christoph Heinrich von Ammon (minister nadzwyczajny)
- 1751-1754 George Keith
- 1754–1756 Dodo Heinrich zu Inn und Knyphausen
- 1756-1763 placówka nieobsadzona z powodu wojny siedmioletniej
- 1768–1792 Wilhelm Bernhard von der Goltz
- 1792 zerwanie stosunków dyplomatycznych
- 1800–1806 Girolamo Lucchesini
- 1815-1822 Karl von der Goltz
- 1824-1837 Heinrich von Werther
- 1841-1845 Heinrich Friedrich von Arnim
- 1846-1848 Heinrich Alexander von Arnim
- 1849-1859 Maximilian von Hatzfeldt-Trachenberg
- 1859-1861 Albert von Pourtalès
- 1862 Otto von Bismarck
- 1862-1868 Robert Heinrich Ludwig von der Goltz
- od 1868 przedstawicielstwo Związku Północnoniemieckiego, od 1871 Rzeszy Niemieckiej

## Grecja
- 1834-1838 Friedrich Wilhelm Ludwig August von Lusi
- 1838-1844 Joseph Maria Anton Brassier de Saint-Simon-Vallade
- 1844-1850 Karl von Werther
- 1850-1852 Louis von Wildenbruch
- 1852-1854 Hermann von Thile
- 1855-1859 Robert von der Goltz
- 1860-1862 Georg von Werthern
- 1862-1865 Heinrich von Keyserlingk-Rautenburg
- 1865-1868 Johann Emil von Wagner

## Elektorat Hanoweru
- 1695–1697 Wilhelm Heinrich von Danckelmann
- 1716 Nawiązanie stałych stosunków dyplomatycznych
- 1813–1833 Akredytowany w Hamburgu
- 1833–1841 Akredytowany w Kassel
- 1841–1847 Theodor Franz Christian von Seckendorff
- 1847–1848 wakat
- 1848–1849 Alexander von Schleinitz
- 1850 Hans Adolf Karl von Bülow
- 1850–1859 August Ludwig von Nostitz
- 1859–1866 Gustav zu Ysenburg und Büdingen
- 1866 Likwidacja przedstawicielstwa – aneksja Hanoweru przez Prusy

## Hiszpania
- 1714 Friedrich Heinrich von Bartholdi (Barcelona)
- 1759 George Keith
- 1782 Formalne nawiązanie stosunków dyplomatycznych
- 1784–1795 Daniel Alfons von Sandoz-Rollin
- 1810–1821 Heinrich Wilhelm von Werther
- 1821–1823 Daniel Andreas Berthold von Schepeler
- 1823–1824 Bogislaw von Maltzan
- 1824–1825 Peter Heinrich August von Salviati
- 1825–1827 August Heinrich Hermann von Dönhoff
- 1825–1835 August von Liebermann
- 1835–1848 zerwanie stosunków dyplomatycznych
- 1848–1852 Atanazy Raczyński
- 1853–1864 Ferdinand von Galen
- 1864–1867 Georg von Werthern
- 1867–1874 Julius von Canitz und Dallwitz
- od 1867 przedstawicielstwo Związku Północnoniemieckiego, od 1871 Rzeszy Niemieckiej

## Hesja-Kassel
- 1778 nawiązanie stosunków dyplomatycznych
- 1813–1819 Carl von Hänlein
- 1819–1841 Karl von Canitz und Dallwitz
- 1841–1844 Wilhelm Ulrich von Thun
- 1844–1844 Karl Friedrich von Savigny
- 1844–1849 Ferdinand von Galen
- 1849–1852 Hermann von Thile
- 1853–1859 Gustav von der Schulenburg
- 1859–1862 Rudolf von Sydow
- 1863–1863 Harry von Arnim
- 1863–1864 Heinrich VII Reuß zu Köstritz
- 1864–1866 Heinrich von Roeder
- 1866 Likwidacja przedstawicielstwa – aneksja Hesji-Kassel przez Prusy

## Meksyk
- 1837–1846 Friedrich von Gerolt (konsul pełnomocny)

## Królestwo Neapolu
- 1819 Nawiązanie stosunków dyplomatycznych
- 1819–1822 Friedrich Wilhelm Basilius von Ramdohr
- 1822–1827 Johann Friedrich August Detlev von Flemming
- 1827–1830 August Ernst Wilhelm von Voß
- 1830–1834 Hermann Friedrich von Wylich und Lottum
- 1834–1842 Carl Gustav Ernst von Küster[3]
- 1842–1852 Adolf Ludwig von Brockhausen
- 1852–1854 Albrecht von Bernstorff
- 1854–1859 Karl Wilhelm Ernst von Canitz und Dallwitz
- 1859–1861 Wilhelm von Perponcher-Sedlnitzky
- 1861 Zniesienie przedstawicielstwa

## Neuchâtel
- 1706–1707 David Ancillon

## Kolonia
- 1704–1727 Richard Reinhard von Diest

## Państwo Kościelne
- 1816–1823 Barthold Georg Niebuhr

## Portugalia
- 1810 Atanazy Raczyński
- 1842–1843 Karl Friedrich von Savigny
- 1864–1875 Gustav von Brandenburg

## Republika Zjednoczonych Prowincji i Holandia
- 1646–1648 Ewald von Kleist (1615-1689)
- 1648 Formalne nawiązanie stosunków dyplomatycznych
- 1651–1661 Daniel Weimann
- 1672–1675 Gerhard Bernhard von Pölnitz
- 1681–1688 Friedrich Wilhelm von Diest (1647-1726)
- 1700 David Ancillon
- 1711–1713 Dr. Rythard von Hymnen
- 1746 Christoph Heinrich von Ammon
- 1786 Johann Eustach von Görtz
- 1787–1788 Philipp Carl von Alvensleben
- 1814–1816 Karl Christian von Brockhausen
- 1823–1824 Peter Heinrich August von Salviati
- 1827–1828 Ludwig von Waldburg-Truchseß
- 1829–1830 August Ludwig Schoultz von Ascheraden
- 1830–1834 Mortimer von Maltzahn
- 1835–1842 Hermann Friedrich von Wylich und Lottum
- 1842–1861Hans von Königsmarck
- 1844 Karl Friedrich von Savigny
- 1862–1863 Alphonse von Oriola
- 1863–1874 Wilhelm von Perponcher-Sedlnitzky
- od 1867 Prusy reprezentował poseł Związku Północnoniemieckiego, od 1871 Rzeszy Niemieckiej

## Rosja
- 1699–1701 Marquard Ludwig von Printzen
- 1702–1711 Georg Johann von Kayserlingk
- 1710–1711 Johann August Marschall von Bieberstein
- 1717–1718 Gustav von Mardenfeld
- 1747–1748 Karl Wilhelm Finck von Finckenstein
- 1762–1765? Wilhelm Friedrich Karl von Schwerin
- 1762–1779 Victor Friedrich Solms
- 1772–1774 Edelheim[4]
- 1779–1785 Johann Eustach von Görtz
- 1789–1794 Leopold Heinrich von der Goltz
- 1854 Karl von Weyther
- 1859–1862 Otto von Bismarck

## Rzesza Niemiecka
Święte Cesarstwo Rzymskie
- 1711–1712 Christoph Dohna-Schlodien (na sejm Rzeszy we Frankfurcie)
- 1712 Ernst von Metternich (wysłannik na sejm Rzeszy – Ratyzbona)
- 1785 Heinrich Friedrich Karl vom Stein (na niektóre dwory niemieckie)

Związek Niemiecki
- 1864–1866 Karl Friedrich von Savigny (na obrady Z.N. we Frankfurcie)

## Saksonia
- 1631 Sigismund von Götzen (1576–1650) – na zjazd dyplomatów w Lipsku.
- 1709 Johann August Marschall von Bieberstein
- 1720 Friedrich Wilhelm Posadowski
- 1721 Kurt Christoph von Schwerin
- 1721–1726 Franz Wilhelm von Happe
- 1740 Christoph Heinrich von Ammon
- 1742–1745 Otto Leopold von Beeß
- 1746–1748 Joachim Wilhelm von Klinggräff
- 1748–1750 Johann Ernst von Voß
- 1750–1756 Hans Dietrich von Maltzahn
- 1757–1763 zerwanie stosunków dyplomatycznych (wojna siedmioletnia)
- 1763–1765 Adolf Friedrich von Buch
- 1765–1774 Adrian Heinrich von Borcke
- 1774–1775 Joachim Erdmann von Arnim
- 1775–1787 Philipp Carl von Alvensleben
- 1787–1792 Karl Friedrich von Geßler
- 1792–1794 Friedrich Abraham Wilhelm von Arnim
- 1795–1806 Carl Christian von Brockhausen
- 1807–18?? Peter Lautier
- 18??–1813 Karl Friedrich von Geßler
- 1813–1816 placówka nieobsadzona
- 1816–1819 Johann Christian Magnus von Oelsen
- 1819–1848 Johann Ludwig von Jordan
- 1848–1850 Julius von Canitz und Dallwitz
- 1850–1852 Ferdinand von Galen
- 1852–1852 von der Schulenburg
- 1853–1859 Heinrich Alexander von Redern
- 1859–1859 Eberhard zu Solms-Sonnenwalde
- 1859–1863 Karl Friedrich von Savigny
- 1863 von Gundlach
- 1863–1864 Otto Carl Josias von Rantzau
- 1864–1864 von Buddenbruck
- 1864–1866 Gustav von Schulenburg-Priemern
- 1866 zerwanie stosunków dyplomatycznych w okresie czerwiec – październik
- 1866–1867 von Landsberg-Steinfurt
- 1867–1873 Friedrich von Eichmann
- 1873–1878 Eberhard zu Solms-Sonnenwalde
- 1878–1879 Otto von Dönhoff
- 1879–1906 Carl August von Dönhoff
- 1906–1911 książę Hans zu Hohenlohe-Oehringen
- 1911–1912 placówka nieobsadzona
- 1912–1914 Alfred von Bülow
- 1914–1919 Ulrich Karl Wilhelm von Schwerin
- 1919–1920 placówka nieobsadzona
- 1920–1922 Herbert von Berger
- 1922–1924 Schellen
- 1924, 31 marca – zniesienie przedstawicielstwa dyplomatycznego

## Siedmiogród
- 1626 Gerhard Romilian von Kalcheim

## Szwajcaria
- 1691–1699 Charles Ancillon
- 1702–1709 Ernst von Metternich
- 1792 nawiązanie stosunków dyplomatycznych
- 1792–1795?
- 1795–1805 zerwanie stosunków dyplomatycznych
- 1805–1816 Jean Pierre Chambrier d'Oleires
- 1816–1820 Justus von Gruner
- 1820–1824 Charles-Gustave de Meuron
- 1824–1835 Friedrich von Otterstedt
- 1835–1839 Theodor von Rochow
- 1839–1841 Christian Karl Josias von Bunsen
- 1841–1844 Karl von Weyther
- 1845–1847 Friedrich von Wylich und Lottum
- 1847–1859 Rudolf von Sydow
- 1859–1867 Carl Ludwig Georg Albert von Kamptz
- 1867–1882 Heinrich von Roeder
- od 1867 Prusy reprezentował poseł Związku Północnoniemieckiego, od 1871 Rzeszy Niemieckiej

## Szwecja
- 1648 Nawiązanie stosunków dyplomatycznych
- do 1670 Lorenz Georg von Krockow
- 1670–1682 Christoph von Brandt
- 1698–1701 Friedrich Christoph Dohna
- 1703–1704 Johann Friedrich Eosander (przy królu Karolu XII)
- 1705–1707 Marquard Ludwig von Printzen (przy królu Karolu XII)
- 1715–1716 Friedrich Bonet
- 1729-1730 Heinrich von Podewils
- 1735–1742 Karl Wilhelm Finck von Finckenstein
- 1744–1747 Karl Wilhelm Finck von Finckenstein (ponownie)
- 1747–1753 Jakob Friedrich von Rohd
- 1753–1755 Helmuth Burchard von Maltzahn
- 1755–1757 Victor Friedrich von Solms-Sonnenwalde (poseł)
- 1764–1770 Johann Heinrich Friedrich von Cocceji
- 1771–1774 August Christian Ludwig Karl von Dönhoff
- 1788–1791 Adrian Heinrich von Borcke
- 1791–1795 Karl Christian von Brockhausen
- 1797–1801 August Friedrich Ferdinand von der Goltz
- 1815–1834 Friedrich Franz von Tarrach
- 1835–1843 Adolf von Brockhausen
- 1843–1844 Ferdinand von Galen
- 1845–1854 Joseph Maria Anton Brassier de Saint-Simon-Vallade
- 1854–1857 Otto Franz von Westphalen
- 1857–1860 Karl Emil Gustav von Le Coq
- 1860–1862 Alphonse von Oriola
- 1862–1867 Adalbert von Rosenberg
- 1867–1874 Emil von Richthofen

od 1867 przedstawicielstwo Związku Północnoniemieckiego, od 1871 Rzeszy Niemieckiej

## Turcja
- 1755–1765? Karl Adolf von Rexin
- ?-1769–1775-? Johann Christoph von Zegelin
- 1784–1791 Heinrich Friedrich von Diez
- 1790–1806 Friedrich Wilhelm Ernst Knobelsdorff
- 1852–1859 Ludwig von Wildenbruch

## Wirtembergia
- Johann Georg von Madeweiß (Stuttgart)[5]